# Sant Salvador de Guardiola
Sant Salvador de Guardiola est une commune de la province de Barcelone, en Catalogne, en Espagne, de la comarque de Bages